# کلینتون (آرکانزاس)
کلینتون (آرکانزاس) (به انگلیسی: Clinton, Arkansas) یک شهر در ایالات متحده آمریکا با جمعیت ۲٬۲۸۳ نفر است که در آرکانزاس واقع شده‌است.

## موقعیت جغرافیایی
موقعیت جغرافیایی شهرها و مناطق اطراف به شرح زیر است: